# Arpad Nadai
Arpad Ludwig Nadai (Budapeste, 3 de abril de 1883 — Pittsburgh, 18 de julho de 1963) foi um matemático e engenheiro húngaro, naturalizado estadunidense.
Nadai estudou na Universidade Eötvös Loránd e depois na Universidade Técnica de Berlim, onde obteve um doutorado em 1911. Em 1918 trabalhou no Instituto de Mecânica Aplicada da Universidade de Göttingen, dirigido por Ludwig Prandtl, onde foi professor em 1923. Em 1927 emigrou para os Estados Unidos, onde nos laboratórios da Westinghouse Electric Corporation foi sucessor de Stephen Timoshenko.
Nadai foi um dos pioneiros da teoria da plasticidade, sobre a qual escreveu um livro, cuja tradução em inglês, de 1931, foi o primeiro livro sobre o assunto nesta língua.
Foi agraciado com a Medalha Timoshenko (1958) e com a Medalha Elliott Cresson (1960).
Desde 1975 a Sociedade dos Engenheiros Mecânicos dos Estados Unidos concede a Medalha Nadai.

## Obras
- Die elastischen Platten: die Grundlagen und Verfahren zur Berechnung ihrer Formänderungen und Spannungen, sowie die Anwendungen der Theorie der ebenen zweidimensionalen elastischen Systeme auf praktische Aufgaben , Berlim : Springer, 1925
- Der bildsame Zustand der Werkstoffe, Springer, 1931
- Plasticity - a mechanics of the plastic state of matter, McGraw Hill, 1931 (edição de inglês de 1931)
- Theory of flow and fracture of Solids, McGraw Hill, 1950 (Nova edição corrigida do original de 1931)